# A túlsó part
A túlsó part a Korál együttes második nagylemeze 1982-ből. Az előző nagylemezhez hasonlóan itt is van egy előjáték (Előhang) és egy utójáték (Utóhang). A lemez egyetlen nagy slágere a Kevés voltam neked volt.

## Dalok

### A oldal
1. Előhang
2. Robotok
3. A szeretet koldusai
4. Ártatlan varázsló
5. Hídverés
6. Átjutunk a túlsó partra

### B oldal
1. Kaland és harc
2. Tékozló fiú
3. Mire jó ez a bánatos dal?
4. Kevés voltam neked
5. Utóhang

## Közreműködött
- Korál együttes
  - Balázs Ferenc – ének, billentyűs hangszerek
  - Fischer László – akusztikus és elektromos gitár
  - Scholler Zsolt – akusztikus és elektromos basszusgitár
  - Dorozsmai Péter – ütőhangszerek
- Dobó Ferenc – hangmérnök
- Morvay László – grafika
- Szebeni András, Vértes György – fotók